# Popsicle (musikalbum)
Popsicle är ett studioalbum av Popsicle från 1996.

## Låtförteckning
1. Good With Us (3:11)
2. Not Forever (3:37)
3. Speed It Up (3:11)
4. Please Don't Ask (4:23)
5. Third Opinion (6:25)
6. Use My Name (3:10)
7. Sadly Missing (3:22)
8. American Poet (4:18)
9. A Song Ago (3:59)
10. Soft (8:05)

## Listplaceringar
| Lista (1996) | Topplacering |
| ------------ | ------------ |
| Sverige      | 8            |